# Ludwig Roedl
Ludwig Roedl (Rödl) (nacido el 30 de abril de 1907 en Núremberg, fallecido el 23 de marzo en Núremberg) fue un ajedrecista alemán.

## Trayectoria como ajedrecista
En 1927, logró la victoria en los Torneos de Bamberg y Munich, en ambos casos empatos con otro jugador. En 1928, fue 7.º-8.º en Bad Kissingen (Torneo B, triunfo de Ludwig Schmitt). En 1929, quedó 1.º-3.º en Duisburgo (26.º Congreso de la DSB, Hauptturnier A o Torneo B). En 1930, quedó 1.º-2.º en Bamberg.
Roedl ganó un enfrentamiento contra Ludwig Engels (5,5: 2,5) en Núremberg - Düsseldorf, en 1930. Ganó (conjuntamente con Yefim Bogoliubov) en Swinemünde en 1931 (27.º Congreso de la DSB). Fue 2.º en Swinemünde en 1932 (triunfo de Gösta Stoltz). En 1933, quedó 2.º en Bad Pyrmont (1.º Campeonato Nacional de Alemania, con victoria para Bogoliubov), y el lugar 11.º en Bad Aachen (nuevo triunfo de Bogoliubov).
En 1934, fue 3.º en Bad Aachen (2.º Campeonato Nacional de Alemania, con triunfo de Carl Carls). En 1935, quedó 8.º-9.º en Bad Nauheim (triunfo de Bogoliubov). En 1936, fue 6.º-7.º en Dresde (victroia de Alexander Alekhine).
Rödl jugó por Alemania en el 7.º tablero (8 -2 = 6) en la Tercera Olimpíada de Ajedrez no Oficial celebrada en Múnich en 1936, ganando el oro individual y la medalla de bronce por equipos.
Compartió con Karl Gilg el triunfo en Bad Elster en 1940. Después de la Segunda Guerra Mundial , vivió en Alemania Occidental. Fue 2.º, por detrás de Bogoliubov, en Lüneburg en 1947, y ganó, por delante de Wolfgang Unzicker , en Riedenburg en el mismo año. Asimismo, quedó 2.º, por detrás de Georg Kieninger, en Weidenau también en 1947 (11.º Campeonato Nacional de Alemania).
Fue 3.º-5.º en Bad Nauheim en 1948 (con victoria de Unzicker), y quedó 14.º-22.º en Bad Pyrmont en 1949 ( Campeonato Nacional de la República Federal de Alemania), con victoria de Bogoliubov.
En 1953, recibió de la FIDE el título de Maestro Internacional.